# Rayon de covalence
En chimie, le rayon de covalence correspond à la moitié de la distance entre deux noyaux atomiques identiques liés par une liaison covalente. Pour des liaisons homonucléaires A-A, Linus Pauling choisit le rayon covalent égal à la moitié de la longueur de la liaison simple dans la molécule.
Il est exprimé en picomètres ou en angströms.
Il peut être mesuré grâce à la diffraction électronique ou à la diffraction des rayons X.
En additionnant les rayons de covalence de deux atomes distincts on obtient une approximation de la longueur de la liaison covalente qu'ils pourraient former.
Dans la classification périodique : dans une famille (colonne), il augmente quand le numéro atomique Z augmente car le nombre de couches électroniques augmente, et dans une période (ligne), il diminue quand Z augmente car l'affinité électronique augmente.

## Table des rayons covalents
Rayons covalents (en pm) calculés de façon auto-cohérente. La somme des deux rayons donne une longueur de liaison, ie. R (AB) =r (A) + r (B).　La même approche auto-cohérente a été utilisée pour ajuster les rayons covalents tétraédriques.
| >             | 1               | 2                 | 3                 | 4                  | 5 | 6 | 7 | 8 | 9                  | 10                 | 11                 | 12                 | 13                | 14                | 15                | 16                | 17                | 18                |  |  |
|               | IA              | IIA               | IIIB              | IVB                | VB | VIB | VIIB | VIIIB | VIIIB              | VIIIB              | IB                 | IIB                | IIIA              | IVA               | VA                | VIA               | VIIA              | VIIIA             |  |  |
| V             |                 |                   |                   |                    | | | | |                    |                    |                    |                    |                   |                   |                   |                   |                   |                   |  |  |
| 1             | 1 H 32 - -      |                   |                   |                    | Numéro atomique (Z) Élément chimique r1(pm) : liaison simple r2(pm) : liaison double r3(pm) : liaison triple | Numéro atomique (Z) Élément chimique r1(pm) : liaison simple r2(pm) : liaison double r3(pm) : liaison triple | Numéro atomique (Z) Élément chimique r1(pm) : liaison simple r2(pm) : liaison double r3(pm) : liaison triple | Numéro atomique (Z) Élément chimique r1(pm) : liaison simple r2(pm) : liaison double r3(pm) : liaison triple |                    |                    |                    |                    |                   |                   |                   |                   |                   | 2 He 46 -         |  |  |
| 2             | 3 Li 133 124 -  | 4 Be 102 90 85    |                   |                    | | | | |                    |                    |                    |                    | 5 B 85 78 73      | 6 C 75 67 60      | 7 N 71 60 54      | 8 O 63 57 53      | 9 F 64 59 53      | 10 Ne 67 96 -     |  |  |
| 3             | 11 Na 155 160 - | 12 Mg 139 132 127 |                   |                    | | | | |                    |                    |                    |                    | 13 Al 126 113 111 | 14 Si 116 107 102 | 15 P 111 102 94   | 16 S 103 94 95    | 17 Cl 99 95 93    | 18 Ar 96 107 96   |  |  |
| 4             | 19 K 196 193 -  | 20 Ca 171 147 133 | 21 Sc 148 116 114 | 22 Ti 136 117 108  | 23 V 134 112 106                                                                                             | 24 Cr 122 111 103                                                                                            | 25 Mn 119 105 103                                                                                            | 26 Fe 116 109 102                                                                                            | 27 Co 111 103 96   | 28 Ni 110 101      | 29 Cu 112 115 120  | 30 Zn 118 120 -    | 31 Ga 124 117 121 | 32 Ge 124 117 121 | 33 As 121 114 106 | 34 Se 116 107     | 35 Br 114 109 110 | 36 Kr 117 121 108 |  |  |
| 5             | 37 Rb 210 202 - | 38 Sr 185 157 139 | 39 Y 163 130 124  | 40 Zr 154 127 121  | 41 Nb 147 125 116                                                                                            | 42 Mo 138 121 113                                                                                            | 43 Tc 128 120 110                                                                                            | 44 Ru 125 114 103                                                                                            | 45 Rh 125 110 106  | 46 Pd 120 117 112  | 47 Ag 128 139 137  | 48 Cd 136 144 -    | 49 In 142 136 146 | 50 Sn 140 130 132 | 51 Sb 140 133 127 | 52 Te 136 128 121 | 53 I 133 129 125  | 54 Xe 131 135 122 |  |  |
| 6             | 55 Cs 232 209 - | 56 Ba 196 161 149 | *                 | 72 Hf 152 128 121  | 73 Ta 146 126 119                                                                                            | 74 W 137 120 115                                                                                             | 75 Re 131 119 110                                                                                            | 76 Os 129 116 109                                                                                            | 77 Ir 122 115 107  | 78 Pt 123 112 110  | 79 Au 124 121 123  | 80 Hg 133 142 -    | 81 Tl 144 142 150 | 82 Pb 144 135 137 | 83 Bi 151 141 135 | 84 Po 145 135 129 | 85 At 147 138     | 86 Rn 142 145 133 |  |  |
| 7             | 87 Fr 223 218 - | 88 Ra 201 173 159 | **                | 104 Rf 157 140 131 | 105 Db 149 136 126                                                                                           | 106 Sg 143 128 121                                                                                           | 107 Bh 141 128 119                                                                                           | 108 Hs 134 125 118                                                                                           | 109 Mt 129 125 113 | 110 Ds 128 116 112 | 111 Rg 121 116 118 | 112 Cn 122 137 130 | 113 Nh 136 -      | 114 Fl 143 -      | 115 Mc 162 -      | 116 Lv 175 -      | 117 Ts 165 -      | 118 Og 157 -      |  |  |
|               |                 |                   |                   |                    | | | | |                    |                    |                    |                    |                   |                   |                   |                   |                   |                   |  |  |
| * Lanthanides | * Lanthanides   | * Lanthanides     | * Lanthanides     | 57 La 180 139      | 58 Ce 163 137 131                                                                                            | 59 Pr 176 138 128                                                                                            | 60 Nd 174 137                                                                                                | 61 Pm 173 135                                                                                                | 62 Sm 172 134      | 63 Eu 168 134      | 64 Gd 169 135 132  | 65 Tb 168 135      | 66 Dy 167 133     | 67 Ho 166 133     | 68 Er 165 133     | 69 Tm 164 131     | 70 Yb 170 129     | 71 Lu 162 131     |  |  |
| ** Actinides  | ** Actinides    | ** Actinides      | ** Actinides      | 89 Ac 186 153 140  | 90 Th 175 143 136                                                                                            | 91 Pa 169 138 129                                                                                            | 92 U 170 134 118                                                                                             | 93 Np 171 136 116                                                                                            | 94 Pu 172 135      | 95 Am 166 135      | 96 Cm 166 136      | 97 Bk 166 139      | 98 Cf 168 140     | 99 Es 165 140     | 100 Fm 167        | 101 Md 173 139    | 102 No 176 159    | 103 Lr 161 141    |  |  |